# 「快適!Amazon生活」1ヶ月ココだけで買物するとどうなる?
『「快適!Amazon生活」1ヶ月ココだけで買物するとどうなる?』（かいてきアマゾンせいかつ いっかげつココだけでかいものするとどうなる）は、2013年3月4日から3月25日までテレビ東京で放送されていたバラエティ番組。

## 概要
地上にあるもの全てが手に入ると言われている巨大通販サイトAmazon。それならば、ここにあるものだけで生活したらどうなる?という実験番組。
神戸蘭子とニッチェ江上が都内のワンルームマンションで各自生活。通販サイトAmazonに掲載してある商品だけで「思わず遊びに行きたくなる部屋作り」をする。

## 出演者
住人
- 神戸蘭子
- 江上敬子（ニッチェ）

MC
- 岡田圭右
- 矢口真里

## スタッフ
- ナレーション:増田和也
- 構成:岩本哲也、吉田敏
- 撮影:小林寿恵
- 音響効果:井貝信太郎
- ロゴデザイン:永井秀実
- 技術協力:港家、麻布プラザ
- 撮影協力:三菱地所
- AP:神谷まち
- AD:楯野満
- ディレクター:土屋良介、濱口賢治、財津猛、中島彰人、中沢剛
- 演出:制野慎太郎
- コンテンツプロデューサー:本田光範(テレビ東京)、浜田真由子(テレビ東京)
- プロデューサー:石井成臣(テレビ東京)、鈴木隆浩
- 制作:テレビ東京、LOGIC ENTERTAINMENT